# 마이클 야무시
마이클 야무시(Michael Yarmush, 1982년 6월 19일 ~ )는 캐나다의 배우, 성우, 영화배우, 텔레비전 배우이다.
마이애미에서 태어났다.

## 영화
- 니코 더 유니콘 (1998년)
- 휘스커스 (1997년)
- 리틀 맨 (1997년) - 에밀 역
- 사랑의 기도 (1997년)
- 댄싱 온 더 문 (1996년)
- 루징 체이스 (1996년) - 리틀 리차드 필립스 역